# Gallinocultura
La gallinocultura es una rama de la avicultura que consiste en la cría y explotación de las gallinas. Estas aves son criadas principalmente por su carne, plumas y sus huevos, siendo uno de los animales de mayor consumo en todo el mundo. La crianza de gallinas es un proceso fácil ya que estas aves crecen y se multiplican fácilmente, además de no requerir mayores costos de inversión. Sin embargo, para obtener todos los beneficios que ellas nos pueden otorgar debemos tener en cuenta que requieren de cuidados frecuentes, de una sanidad constante, de una buena alimentación y un buen lugar donde vivir.

## Tipos de gallinas
Existen en el mundo 2.629 razas de gallinas domésticas registradas. De las cuales 742 en América, 1347 en Europa y 32 en España. Estos datos según un estudio del “Sistema de Información de Diversidad de Animales Domésticos” (DAD / Sistema de información de diversidad de animales domésticos) que es un departamento dependiente de la FAO (Organización de las Naciones Unidas para la Alimentación y la Agricultura/Food and Agriculture Organization of the United Nations).
Algunos de ellos son:
- Gallina Andaluza Azul
- Gallina Brahma enana
- Gallina Plymouth
- Gallina La new hampshire
- Gallina negra de Berry
- Gallina Marans
- Gallina Rhode island
- Gallina Sussex
- Gallina Wyandotte
- Gallina Alsaciana
- Gallina Borbonesa
- Gallina Faverolles
- Gallina Bresse gala
- Gallina Leghorn
- Gallina Sebright
- Gallina Sedosa del Japón
- Gallina de cuello desnudo
- Gallina de Padua
- Gallina Sultana
- Gallina polaca
- Gallina mapuche
- Gallina dominicana
- Gallina Frizzle

### Origen de las gallinas
El antecesor de las aves de corral, el Archaeopterix, vivió en la era Secundaria. Aunque poseía alas con plumas, más que volar planeaba. Las actuales razas de gallinas derivan de especies salvajes que hoy solo habitan en Asia como "Gallus bankiva", "Gallus java" o "Gallus sonnerati" originario de la India.Otros hablan del “Gallus Stanleyii” oriundo de Ceilán, también llamado “Gallus Lafayetti” como origen de nuestras gallinas. También los hay de la opinión  que las gallinas, dependiendo de las razas, descienden de una u otra especie de gallinas salvaje así dice que  las especies: “Gallus Linneo”, “Gallus Murghi”, “Gallus Bonnaterre” ,“Gallus Jabouillei” y el “Gallus furcatus” han dado origen a distintas razas de gallinas. Los representantes, más o menos rústicos, de la familia de las gallináceas son los principales habitantes del corral.El origen, sea cual fuere, es tropical, pero esta especie, debido a su gran capacidad de adaptación y, provenga de donde provenga, de lo que no cabe duda es que la gallina, hoy por hoy, está presente en todo el mundo. Algunas de estas aves son razas de producto, criadas por su carne, delicada y sabrosa. Otras son extraordinarias ponedoras, que permiten disponer de huevos frescos, tan apreciados para el consumo familiar.
Además, hay gallinas de lujo que se crían como elementos ornamentales del corral, incluso como animal o ave de compañía. Para montar un criadero, deberemos optar entre todas las razas existentes en función de su aclimatación, producción, robustez y facilidad de crianza. Aunque algunas razas son de doble utilidad, todavía no existe la gallina que, además de ser buena ponedora e incubadora, tenga un crecimiento rápido y suministre carne de calidad.
- Datos: Q97352039